# المشروع المستمر
المشروع المستمر هو العمل التجاري الذي يعمل دون أي تهديد بتصفية الشركة في المستقبل القريب، والذي يمتد مجاله عادةً حتى السنة. تمثل عبارة «المشروع المستمر» بالنسبة للأعمال التجارية الإعلان الأساسي عن نية الشركة في إدارة أعمالها لسنة أخرى على الأقل، وهو الأمر الذي يعتبر افتراضًا أساسيًا لإعداد البيانات المالية التي تستوعب الإطار المفاهيمي للمعايير الدولية لإعداد التقارير المالية، وهذا يعني أن إقرار الشركة بالمشروع المستمر يدل أنها لا تمتلك النية أو الحاجة إلى التصفية أو تقليص حجم عملياتها بشكل مادي.
المشروع المستمر هو ببساطة قدرة الشركة على الوفاء بالتزاماتها المالية عند استحقاقها.
يفترض أن استمرار منشأة ما كمشروع مستمر هو أساس إعداد التقارير المالية، إلا في حال اقتراب تصفية المنشأة. يشار عادةً إلى إعداد البيانات المالية بموجب هذا الافتراض على أنه أساس المشروع المستمر في المحاسبة. يجري إعداد البيانات المالية لشركة ما على أساس تصفية الحسابات في حال اقتراب تصفية الشركة (مجلس معايير المحاسبة المالية، 2014).

## التعريف
يفهم افتراض المشروع المستمر عالميًا ويقبل من قبل المتخصصين في المحاسبة، وعلى الرغم من ذلك لم يدمج رسميًا مع المبادئ المحاسبية المقبولة بصفة عامة في الولايات المتحدة. أصدر مجلس معايير المحاسبة المالية في أكتوبر عام 2008 مشروع كشف سمي «المشروع المستمر». يناقش هذا المشروع التصريحات المحتملة التالية للمشروع المستمر:
- إعادة النظر في تعريف ودمج مصطلحات «المشروع المستمر»، والشك المستمر في المبادئ المحاسبية المقبولة بصفة عامة في الولايات المتحدة.
- الأفق الزمني الذي تقيم الإدارة من خلاله قدرة المنشأة على الوفاء بالتزاماتها.
- نوع المعلومات التي يجب على الإدارة مراعاتها عند تقييم قدرة المنشأة على الوفاء بالتزاماتها.
- تأثير الأحداث اللاحقة على تقييم الإدارة لقدرة المنشأة على الوفاء بالتزاماتها.
- إمكانية توفير التوجيه للتصفية على أساس الاستحقاق المحاسبي.

يمكن العثور على تعريف حالي لفرضية المشروع المستمر في بيان دراسة المعهد الأمريكي للمحاسبين القانونيين المعد بشأن معايير التدقيق رقم 1 المتعلقة بتدوين معايير وإجراءات التدقيق في القسم 341، وينص على «دراسة المدقق لقدرة المنشأة على الاستمرار كمشروع مستمر» (قسم الاتحاد الإفريقي 341).
يفترض مفهوم «المشروع المستمر» أن النشاط التجاري سيظل موجودًا لفترة كافية بهدف إبقاء جميع أصول الشركة مستخدمة بالكامل. تعني الأصول المستخدمة الحصول على الفائدة الكاملة من أرباحها المحتملة (فإذا كنت قد اشتريت معدات تبلغ تكلفتها 5000 دولار مثلًا، وتمتلك 5 سنوات من العمر الإنتاجي/ المفيد، فسيشطب المحاسب بموجب فرضية «المشروع المستمر» قيمة سنة واحدة فقط؛ والتي تبلغ 1000 دولار (قيمة سنة من أصل خمس سنوات) هذا العام، تاركًا 4000 دولار يجري التعامل معها لاحقًا كأصول ثابتة مع القيمة الاقتصادية المستقبلية للعمل التجاري).

## المحاسبة
يفترض مبدأ المحاسبة هذا أن الشركة ستظل موجودة لفترة كافية تستطيع فيها تحقيق أهدافها والتزاماتها، ولن تتعرض للتصفية في المستقبل القريب. يجب على المحاسب الإفصاح عن التقييم إذا وجد أن الوضع المالي للشركة وصل إلى درجة جعلته يعتقد أن الشركة لن تكون قادرة على متابعة أعمالها.
يسمح مبدأ المشروع المستمر للشركة بتأجيل بعض نفقاتها المدفوعة مسبقًا حتى حلول فترات المحاسبة المستقبلية، إذ يعرف المشروع المستمر على أنه افتراض أساسي في إعداد البيانات المالية.
ينظر إلى المنشأة عادة بموجب افتراض المشروع المستمر؛ على أنها استمرار في العمل التجاري في المستقبل القريب، مع عدم وجود نية أو ضرورة بإجراء تصفية أو وقف للتداول أو التماس الحماية من الدائنين بحسب القوانين أو الأنظمة. وتسجل وفقًا لذلك الأصول والخصوم على أساس أن المنشأة ستكون قادرة على تحقيق أصولها والوفاء بالتزاماتها والحصول على إعادة التمويل (إذا لزم الأمر) في المسار الطبيعي للعمل، ما لم يكن افتراض المشروع المستمر غير مناسب في ظروف مثل ظروف هذه منشأة.
يفترض أن تكون المنشأة «مشروعًا مستمرًا» في حالة عدم وجود معلومات مهمة تشير إلى عكس ذلك، ومن الأمثلة على هذه المعلومات المخالفة هو عدم قدرة المنشأة على الوفاء بالتزاماتها عند استحقاقها بدون مبيعات أصول كبيرة أو إعادة هيكلة للديون، علمًا أن المنشأة ستحصل على الأصول في حال حدوث الأمر؛ وذلك بغرض وقف العمليات التجارية وإعادة بيع الأصول إلى طرف آخر.
إذا اعتقد المحاسب أن المنشأة لم تعد «مشروعًا مستمرًا»، فهذا يثير مسألة انخفاض قيمة أصول الشركة؛ والذي قد يتطلب تخفيض القيمة الدفترية إلى قيمة التصفية و/ أو الاعتراف بالالتزامات الناشئة بسبب الإغلاق الوشيك للمنشأة (والتي قد لا تنشأ لخلاف ذلك السبب)، ويفترض بالتالي لقيمة المنشأة التي تمثل مشروعًا مستمرًا أن تكون أعلى من قيمة تصفية المنشأة، إذ يمكن للمشروع المستمر الاستمرار في جني الأرباح.
لم يعرف المشروع المستمر بشكل واضح في أي مكان وفقًا للمبادئ المحاسبية المقبولة عمومًا، وهو يخضع بالتالي لمقدار كبير من التأويل في ما يتعلق بموعد وجوب إبلاغ المنشأة عنه، وتكلف معايير مراجعة الحسابات المقبولة عمومًا المدقق بدراسة قدرة المنشأة على الاستمرار كمشروع مستمر.
يقيم المدقق قدرة أي منشأة على الاستمرار لفترة لا تقل عن سنة واحدة بعد تاريخ إعداد البيانات المالية التي يجري تدقيقها (يمكن اعتبار فترة أطول من سنة في حال رؤية المدقق أن هذه الفترة الممتدة ذات صلة بالموضوع).
يعتبر المدقق أن كلًا من التخلف عن سداد القروض ورفض الائتمان التجاري من الموردين والالتزامات طويلة الأمد غير الاقتصادية والإجراءات القانونية في التقرير في حال وجود شك كبير حول قدرة المنشأة على الاستمرار كمشروع مستمر، هي النواحي السلبية في نتائج التشغيل، ويجب على المدقق لفت الانتباه في تقرير مدقق الحسابات إلى عدم التأكد من قدرة المنشأة على الاستمرار كمشروع مستمر، وقد يؤدي الاستخدام غير الملائم لافتراض المشروع المستمر من قبل أحد المراجعين إلى إصدار رأي ضار حول البيانات المالية.
توفر هذه الإرشادات إطارًا يساعد المدراء ولجان التدقيق والفرق المالية في تحديد ما إذا كان من المناسب اعتماد أسس المشروع المستمر لإعداد البيانات المالية وإجراء كشوف متوازنة ومتناسبة وواضحة.
أصدر مجلس ممارسات التدقيق مجموعة من المعايير والإرشادات المنفصلة من أجل معالجة عمل مدققي الحسابات بما يتعلق بالمشروع المستمر.

### الافتراض
ينظر إلى المنشأة بموجب افتراض المشروع المستمر على أنها مستمرة في العمل ضمن المدى المنظور، بل وتعد البيانات المالية للأغراض العامة على أسس المشروع المستمر، إلا في حال اعتزام الإدارة تصفية المنشأة أو إيقاف العمليات أو عدم امتلاكها بديلًا حقيقيًا أفضل من ذلك.
قد يجري إعداد البيانات المالية للأغراض الخاصة أو لا وفقًا لإطار إعداد التقارير المالية الذي تناسبه أسس المشروع المستمر (يعتبر المشروع المستمر على سبيل المثال غير مناسب لبعض البيانات المالية المعدة على أساس ضريبي في ولاية قضائية معينة).
تسجل الأصول والخصومات عندما يكون استخدام افتراض المشروع المستمر مناسبًا؛ على أساس أن المنشأة ستكون قادرة على تحقيق أصولها والوفاء بالتزاماتها في سياق الأعمال معتاد.

## التدقيق
يفترض استمرار المنشأة كمشروع مستمر في التقارير المالية في حال غياب معلومات المهمة على عكس ذلك. تتعلق المعلومات التي تتعارض عادةً بشكل كبير مع افتراض المشروع المستمر بعجز المنشأة عن الاستمرار في الوفاء بالتزاماتها عندما تصبح مستحقة دون التصرف بشكل كبير في الأصول خارج سياق الأعمال التجارية المعتاد، أو إعادة هيكلة الديون أو التنقيحات القسرية الخارجية لعملياتها أو الإجراءات المماثلة.